# UM2003-03-E:AgAuCuZn
El UM2003-03-E:AgAuCuZn és un mineral de la classe dels elements natius. L'expressió alternativa de la fórmula: (Cu2.5Au1Ag0.5) ₄Zn. És un mineral extraterrestre descobert a la Lluna.

## Classificació
El UM2003-03-E:AgAuCuZn es troba classificat en el grup 1.AB.10 segons la classificació de Nickel-Strunz (1 per a Elements; A per a Metalls i aliatges intermetàl·lics i B per a Família del Zinc-llautó; el nombre 10 correspon a la posició del mineral dins del grup).

## Característiques
El UM2003-03-E:AgAuCuZn és un mineral de fórmula química (Cu,Au,Ag)₄Zn. La fórmula empírica, però, és més complexa: (Cu2.6Au0.8Ag0.5)3.9Zn1.1, (Cu2.76Au0.83Ag0.48)4.07Zn0.93, (Cu2.77Au0.89Ag0.35)4.01Zn0.99.

## Formació i jaciments
S'ha descrit a la Lluna.